# 常福寺 (横須賀市)

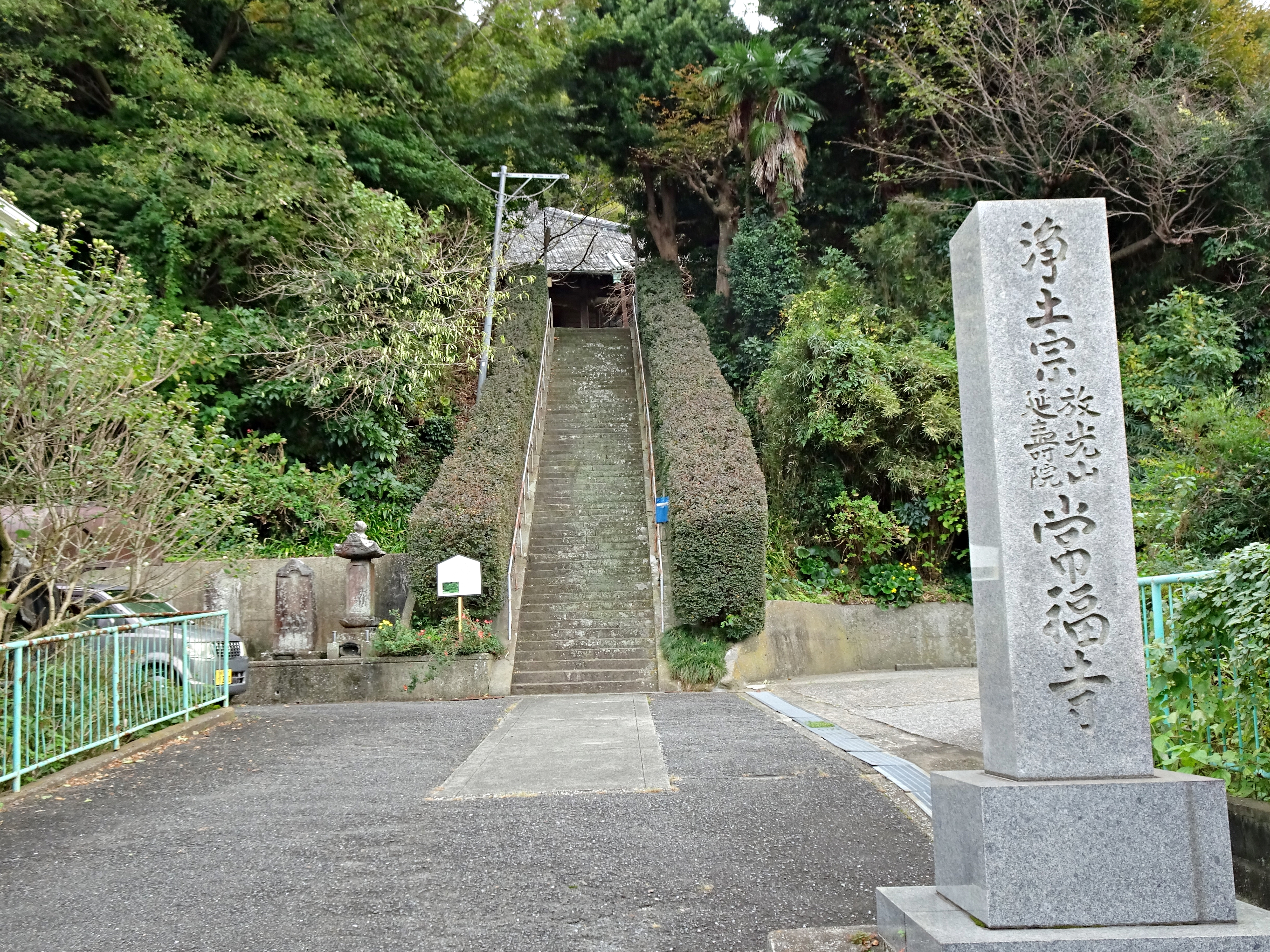
常福寺参道

常福寺（じょうふくじ）は、神奈川県横須賀市にある浄土宗の寺院。

## 歴史
文明年間（1469年 - 1487年）、教誉によって開山された。1720年（享保5年）、浦賀奉行が設置された際に、御用寺院となっている。新旧奉行の事務引継ぎは当寺で行われた。
当寺には備後福山藩の藩主夫人か息女のものとされる位牌がある。この位牌の主は生前虫歯に苦しんでおり、死の間際に「私が死んだあとお参りをしてくれたのなら、むし歯の苦しみを和らげてあげましょう」という言葉を遺して亡くなった。そういう逸話から虫歯の患者の信仰を集めるようになった。
当寺の墓地には、浦賀奉行の御用寺院という関係もあり、与力・同心の墓が多い。また江戸屋半五郎の墓もある。半五郎は洗濯屋（実際は遊廓）「江戸屋」の主人であったが、ある日菩提心を起こし、遊女たちを解放、江戸屋を閉店した。そして徳本上人の弟子となり、後半生を僧侶「深本」として過ごした。

## 文化財
- 常福寺本堂内脇厨子（横須賀市指定重要有形文化財 平成19年3月12日指定）[3]
- 須弥壇（横須賀市指定重要有形文化財 平成22年4月1日指定）[4]

## 交通アクセス
- 浦賀駅より徒歩18分。